# DealExtreme
DealeXtreme (DX) foi uma empresa de comércio eletrônico da China com sede em Hong Kong. A loja oferecia uma série de produtos por preços atrativos e, embora os prazos de entrega fossem elevados por estarem sujeitos a diversos atrasos e contratempos devido a postagem internacional, a loja tinha recebido certo destaque em diversos websites por fazer entregas em praticamente qualquer lugar do mundo. Todos os pagamentos eram feitos de modo seguro através de uma conta PayPal, permitindo que qualquer pessoa com um cartão de crédito internacional faça compras no site.[carece de fontes?]
O DealExtreme possuía também um site específico para compras em grandes quantidades, o VolumeRate.com. Embora este não oferecesse o frete gratuito como a sua versão varejista, ele oferecia preços menores de acordo com a quantidade comprada e oferecia outros métodos de pagamento além do PayPal.[carece de fontes?]
Encerrou suas atividades em data incerta, mas não estava acessível em 11 de outubro de 2024, bem como foi referenciado como não acessível em 26 de junho de 2023.